# L'Inconnu de la Bastille
L'Inconnu de la Bastille est un roman d'Annie Jay et Micheline Jeanjean paru en 2008.

## Synopsis
Le roman prend place lors de la prise de la Bastille, à la période de la Terreur (Révolution française). Flore, la jeune héroïne, se retrouve coincée dans la Bastille et est aidée par un mystérieux inconnu, « l'inconnu de la Bastille », dont elle va découvrir la véritable identité quatre ans plus tard, alors que Robespierre, l'« Incorruptible », a mis en place le régime de la Terreur.

## Personnages
Le livre mêle habilement personnages réels et fictifs.

### Personnages fictifs
- Flore (de) Dalzin : L'héroïne du livre, ancienne noble. Elle tombera amoureuse de son sauveur, Denis Tesseire.
- Louis Vandanjon : Ancien noble, il n'est pas révolutionnaire. Il est le père d'Ève et le grand-père de Lise et de Petit Louis.
- Denis Tesseire : Révolutionnaire et Indulgent, c'est lui "L'inconnu de la Bastille" qui sauva Flore. Il écrit le "Le Vieux Cordelier" avec Camille. Il tombera amoureux de Flore.
- Ève Belcourt : Elle tient la boutique  "Falbalas, ça ira" avec Flore. C'est la fille de Louis Vandanjon et la mère de Lise et de Petit Louis.
- Lise Belcourt : Petite-fille de Louis Vandanjon, c'est la fille d'Ève et la grande sœur de Petit Louis. Elle aide sa mère à tenir la boutique.
- Petit Louis : Fils d'Ève et petit frère de Lise. Il a trahi les Indulgents en donnant des renseignements aux Hébertistes, leurs ennemis. Il était apprenti au journal du Vieux Cordelier.
- Léonie : Révolutionnaire, et mère de Thérèse, elle est une amie d'Ève et de Flore.
- Thérèse : Révolutionnaire. Comme sa mère (Léonie) c'est une amie d'Ève et Flore.
- Brocoli Jules : Fils de Thérèse.
- M. le comte de Liambel : comte qui veut fuir le pays. Il est recherché par le gouvernement. Il sera aidé par les Belcourt.
- Pierre : Fils du comte de Liambel, ancien livreur de Vieux cordelier. Il avait prévu de fuir avec son père pour combattre la France.
- Jules Bentignac : personnage mystérieux qui a violé Flore à deux reprises. C'est un espion qui a dénoncé plusieurs fois le groupe. M. Liambel lut donnera en coup fatal en sauvant Flore.
- Anaïs Beaumont : Sœur de lait de Denis, elle aime ce dernier. Compagne de prison de Flore, elle découvre que c'est elle que Denis aime. Elle la sauve mais veut lui tirer dessus pendant le procès de Denis. Ce dernier protège Flore, il sera peu blessé. Elle sera exécutée pour tentative de meurtre.
- Cousin Paul : Cousin d'Anaïs. Il aidera Denis pendant son procès puis fuira.
- Mme. de Bauharnais : Ancienne noble et cliente de Falbalas, ça iras. Elle a été mise en prison pour une cause inconnue et a été libérée le jour de l’exécution de Robespierre.
- Jeannette : Tricoteuse, elle assiste à tous les procès et exécutions avec son amie Margoton.
- Margoton : Tricoteuse, elle assiste à tous les procès et exécutions avec son amie Jeannette.
- Gatien Aymar : Gardien de la prison du Luxembourg.
- Anne Estogier : Cliente de la boutique de Mode d'Ève et de Flore.
- Desenne : Imprimeur du Vieux Cordelier.

### Personne dans le livre
- Camille Desmoulins : ami de Robespierre c'est le directeur du journal Le Vieux Cordelier. Étant Indulgent, il finira sur la guillotine.
- Lucile Desmoulins : Femme de Camille, elle a fini elle aussi sur la guillotine.
- Horace Camille Desmoulin : Fils de Camille et de Lucile. Il est devenu orphelin à la suite de l'exécution de ses parents et sera gardé par sa grand-mère maternelle, Mme Duplessis.
- Georges Jacques Danton : Ami de Camille et guillotiné. Il écrivait lui aussi le Vieux Cordelier avant d'être exécuté.
- Monsieur Duplessis : Père de Lucile. Il sera exécuté.
- Madame Duplessis : Mère de Lucile. Elle aura la garde de Horace Camille Desmoulins, son petit-fils.
- Jacques-René Hébert : Ennemi des Indulgents, fervent Hébertiste, c'est lui qui a dirigé le journal Le Père Duchesne avant d'être guillotiné.
- Fouquier-Tinville : Accusateur public du Tribunal révolutionnaire.
- Fabre d'Églantine : Dantoniste jugé avec Camille puis guillotiné.
- Hérault de Séchelles : Dantoniste jugé avec Camille puis guillotiné.
- Chabot : Dantoniste guillotiné avec Camille.
- Delacroix : Dantoniste guillotiné avec Camille.
- Westermann : Dantoniste guillotiné avec Camille.
- Pierre Philippeaux : Dantoniste guillotiné avec Camille.
- Delaunay : Politicien guillotiné avec Camille.
- Basire : Dantoniste guillotiné avec Camille.
- Junius Frey : Dantoniste guillotiné avec Camille.
- Andrés María de Guzmán : Dantoniste guillotiné avec Camille.
- Disderiken : Dantoniste guillotiné avec Camille.
- Abbé d'Espagnac : Financier guillotiné avec Camille.
- Sanson : bourreau pendant la révolution.
- Maximilien Robespierre
- Saint-Just

#### Personnages évoqués
- Molière : Comédien et dramaturge français.
- Marie-Antoinette (appelée L'Autrichienne) : Ancienne reine de France, épouse de Louis XVI, décapitée.
- Louis XVI (puis Louis Capet) : Ancien roi de France, décapité.